# Hechtia mooreana
Hechtia mooreana är en gräsväxtart som beskrevs av Lyman Bradford Smith. Hechtia mooreana ingår i släktet Hechtia och familjen Bromeliaceae. Inga underarter finns listade i Catalogue of Life.